# Joseph Forshaw
Joseph "Joe" Forshaw, Jr. (Saint Louis, Missouri, 13 de maig de 1881 – Saint Louis, 26 de novembre de 1964) va ser un maratonià estatunidenc que va competir a començaments del segle XX i que disputà tres edicions dels Jocs Olímpics.
El 1906 va prendre part en els Jocs Intercalats d'Atenes, on fou dotzè en la marató. El Dos anys més tard, als Jocs de Londres, guanyà la medalla de bronze en la marató, en finalitzar rere Johnny Hayes i Charles Hefferon. El 1912, a Estocolm, disputà els darrers Jocs Olímpics, amb una desena posició en la marató.